# Svenska mästerskapen i längdskidåkning 1999
Svenska mästerskapen i längdskidåkning 1999 arrangerades i Piteå. Jaktstartstävlingarna genomfördes dock i Norberg.

## Medaljörer, resultat

### Herrar
| Gren                    | Guld                                                         | Guld                                                         | Silver              | Silver                 | Brons            | Brons                  |
| 15 km (F)               | Per Elofsson                                                 | IFK Umeå                                                     | Anders Bergström    | Svenska Skidspelens SK | Jörgen Brink     | Piteå SGIF             |
| 30 km (F)               | Per Elofsson                                                 | IFK Umeå                                                     | Mathias Fredriksson | Häggenås SK            | Niklas Jonsson   | Piteå SGIF             |
| 50 km (K)               | Mathias Fredriksson                                          | Häggenås SK                                                  | Urban Lindgren      | Piteå SGIF             | Vladimir Smirnov | Stockviks SF           |
| Jaktstart (10 K + 15 F) | Mathias Fredriksson                                          | Häggenås SK                                                  | Per Elofsson        | IFK Umeå               | Anders Bergström | Svenska Skidspelens SK |
| Stafett 3 x 10 km (K)   | Piteå SGIF (Magnus Ingesson, Niklas Jonsson, Urban Lindgren) | Piteå SGIF (Magnus Ingesson, Niklas Jonsson, Urban Lindgren) |                     |                        |                  |                        |
| Lagtävling 15 km        | IFK Umeå                                                     | IFK Umeå                                                     |                     |                        |                  |                        |
| Lagtävling 30 km        | Piteå SGIF                                                   | Piteå SGIF                                                   |                     |                        |                  |                        |
| Lagtävling 50 km        | Piteå SGIF                                                   | Piteå SGIF                                                   |                     |                        |                  |                        |
| Lagtävling Jaktstart    | Häggenås SK                                                  | Häggenås SK                                                  |                     |                        |                  |                        |

### Damer
| Gren                   | Guld                                                   | Guld                                                   | Silver           | Silver          | Brons           | Brons        |
| 5 km (F)               | Antonina Ordina                                        | SK Tegsnäspojkarna                                     | Annika Evaldsson | Brunflo IF      | Karin Öhman     | Stockviks SF |
| 15 km (F)              | Antonina Ordina                                        | SK Tegsnäspojkarna                                     | Annika Evaldsson | Brunflo IF      | Karin Öhman     | Stockviks SF |
| 30 km (K)              | Antonina Ordina                                        | SK Tegsnäspojkarna                                     | Karin Öhman      | Stockviks SF    | Anette Fanqvist | Stockviks SF |
| Jaktstart (5 K + 10 F) | Antonina Ordina                                        | SK Tegsnäspojkarna                                     | Elin Ek          | Bergeforsens SK | Anette Fanqvist | Stockviks SF |
| Stafett 3 x 5 km (K)   | Stockviks SF (Anette Fanqvist, Sara Hugg, Karin Öhman) | Stockviks SF (Anette Fanqvist, Sara Hugg, Karin Öhman) |                  |                 |                 |              |
| Lagtävling 5 km        | Stockviks SF                                           | Stockviks SF                                           |                  |                 |                 |              |
| Lagtävling 15 km       | Stockviks SF                                           | Stockviks SF                                           |                  |                 |                 |              |
| Lagtävling 30 km       | Bergeforsens SK                                        | Bergeforsens SK                                        |                  |                 |                 |              |
| Lagtävling Jaktstart   | Stockviks SF                                           | Stockviks SF                                           |                  |                 |                 |              |

### Webbkällor
- Svenska Skidförbundet
- Sweski.com